# エドゥアルト・リュッペル
ヴィルヘルム・ペーター・エドゥアルト・ジーモン・リュッペル（Wilhelm Peter Eduard Simon Rüppell、1794年11月20日 - 1884年12月10日）は、ドイツの博物学者、探検家。英語では、姓が「Rueppell」と綴られることもある。

## 生涯
リュッペルは、フランクフルト・アム・マインに、非常に裕福な銀行家の息子として生まれた。もともとは商人となるべく育てられたが、1817年にシナイ半島を訪れて以降、博物学（自然史）に関心を寄せるようになった。リュッペルは、パヴィア大学とジェノヴァ大学で、植物学と動物学の授業に出た。
1821年には、外科医だったマイケル・ヘイ (Michael Hey) を助手として同行させ、最初の探険に赴いた。シナイ半島の砂漠を横断し、1822年にアカバ湾に到達した最初のヨーロッパ人探検家となった。その後、彼らはシナイ山を経てアレクサンドリアまで行った。1823年には、ナイル川を遡上して、ヌビア（ナイル川中流域）に至り、アンブコル (Ambukol) 南方の地域で、各種の標本類を採集した上で、1825年7月にカイロに戻った。その後に計画されたエチオピア行きは、探検隊一行が健康を害してしまい、マッサワ（現在はエリトリア）までしか到達できなかった。
リュッペルは、1827年にヨーロッパへ帰還した。リュッペルの不在中には、彼が遠征先から送っていた標本を使って、フィリップ・ヤコブ・クレッチマー (Philipp Jakob Cretzschmar, (en)) が『Atlas zu der Reise im nordlichen Afrika（北アフリカ紀行地図帳）』を1826年に出版していた。
1830年、リュッペルは再びアフリカへ赴き、エチオピアを踏査した最初の博物学者となった。1831年から1834年にかけてアビシニア帝国（エチオピア帝国：現在のエチオピア）に至り、多数の手稿類を持ち帰った。そのひとつ、アビシニア皇帝ヘズケヤス（在位：1789年 - 1794年）の聖詠には、竪琴を弾くダビデ王の足下にひれ伏して横たわる皇帝の姿が描かれていた。リュッペルは、自身のこの紀行の記録を『Reise in Abyssinien.（アビシニア紀行）』としてまとめ、1838年から1840年にかけて出版した。
1839年には、ロンドンにおいて、「ヌビア、アラビア、アビシニアの踏査」の業績に対して、外国人としては初めて、イギリスの王立地理学会から金メダル（パトロンズ・メダル）を授与された。
1840年、リュッペルはフランクフルト市に、ポンペオ・マルケージ (Pompeo Marchesi) が制作したゲーテの等身大の座像を寄贈した。
1841年、リュッペルは、設立にも関わったゼンケンベルク自然史協会 (Senckenbergischen Naturforschenden Gesellschaft, SNG）の第2代会長となった。1849年から1850年には、最後のアフリカ探険を行なった。このときリュッペルが現地から送った標本類は、フランクフルトのゼンケンベルク自然博物館 (Senckenberg Naturmuseum) の収蔵品となった。
SNGの所長を退任した後、リュッペルは貨幣学に没頭した。リュッペルは地元フランクフルト市に、フランクフルトのメダル類、古代エジプトプトレマイオス朝のコイン類や、アレクサンドリアで鋳造されたローマ帝国の皇帝たちのコイン類などを寄贈した。1866年にフランクフルトがプロイセンに併合されると、リュッペルはスイスのチューリッヒに逃げ去ったが、程なくしてフランクフルトに舞い戻った。1870年以降は、フランクフルトで引退生活を送ったが、動物学、鉱物学、古文書学、地理学、貨幣学などの分野における業績によって高く評価された。
リュッペルの名は、分類学上、動物の5つの属と、動植物合わせて79の種の名称に残されている。動物学においては、それまでエチオピアのシェワ (Shewa) 地方において存在は知られていながら詳細不明だったハダカデバネズミについて、リュッペルが Heterocephalus glaber という学名の下に最初の記載を1842年に行なったことが知られている。

## リュッペルに由来する命名
リュッペルの名に由来する種名には、次のようなものがある。（学名 - 英語の呼称 - 日本語の呼称）
- Scoteanax rueppellii - Rüppell's broad-nosed bat
- Eupodotis rueppellii - Rüppell's Korhaan、Rüppell's Bustard - コノドグロショウノガン
- Myrmecocichla melaena - Rüppell's Black Chat
- Vulpes rueppellii - Rüppell's fox - オジロスナギツネ
- Lamprotornis purpuroptera - Rüppell's Starling
- Rhinolophus fumigatus - Rüppell's horseshoe bat
- Poicephalus rueppellii - Rüppell's Parrot
- Pipistrellus rueppellii - Rüppell's pipistrelle
- Cossypha semirufa - Rüppell's Robin-Chat
- Ablepharus rueppellii - Rüppell's snake-eyed skink
- Gyps rueppellii - Rüppell's Vulture、Rüppell's Griffon Vulture
- Sylvia rueppelli - Rüppell's Warbler
- Ploceus galbula - Rüppell's Weaver

## おもな業績

### 主要著作
- Atlas zu der Reise im nördlichen Afrika. Brönner, Frankfurt 1826–1828. doi:10.5962/bhl.title.53779
- Reise in Nubien, Kordofan und dem peträischen Arabien vorzüglich in geographisch-statistischer Hinsicht. Friedrich Wilmans, Frankfurt am Main 1829.
- Reise in Abyssinien. 2 Bände und Atlas. Schmerber, Frankfurt  1838–1840.
- Neue Wirbelthiere zu der Fauna von Abyssinien gehörig. Schmerber, Frankfurt 1835–1840. doi:10.5962/bhl.title.53778
- Beschreibung und Abbildung der Schaumünzen, welche zum Angedenken von Bewohnern Frankfurts gefertigt wurden. Adelmann, Frankfurt 1855.

### その他
- Beschreibung und Abbildung mehrerer neuer Fische, im Nil entdeckt. Brönner, Frankfurt 1829 doi:10.5962/bhl.title.14870
- Fortsetzung der Beschreibung und Abbildung mehrerer neuer Fische, im Nil entdeckt. Brönner, Frankfurt 1829 doi:10.5962/bhl.title.14871
- Systematische Uebersicht der Vögel Nord-Ost-Afrika's. nebst Abbildung und Beschreibung von fünfzig Theils unbekannten, Theils noch nicht bildlich dargestellten Arten. S. Schmerber'sche Buchhandlung, Frankfurt 1845 doi:10.5962/bhl.title.51961